# Veștem, Sibiu
Veștem, (în dialectul săsesc Vestn, în germană Westen, alternativ Westendorf, în trad. "Satul de la Vest", în maghiară Vesztény, Vejtény), este un sat în comuna Șelimbăr din județul Sibiu, Transilvania, România. Se află în partea  centrală a județului,  în Depresiunea Sibiu.

## Istorie
A fost atestat în anul 1468, în „Socotelile Sibiului”, devenind apoi „pertinent” (aparținător) Scaunului Sibiu.
În 26 octombrie Mihai Viteazu și-a stabilit tabăra la Veștem, în locul denumit și azi ,,Lacul Taberii". Tot acolo l-a primit, în 27 octombrie, pe Malaspina, trimisul lui Andrei Bathory, pentru a duce tratative de amânare a bătăliei - câteva zile - până la sosirea trupelor. Mihai acceptă amânarea bătăliei cu 24  de ore, așteptând și el o parte din tunuri și bagaje rămase în urmă la o zi de marș. Tot în tabăra de la Veștem Mihai primește și solia conducătorilor cetății Sibiului, de la care constată impasul în care se aflau sibienii, care se temeau atât de Mihai cât și de principele propriu.
În 1766 satul a fost militarizat în întregime și a făcut parte din Compania a VI-a de graniță a Regimentului 1 Grăniceresc Român alături de localitatea Orlat, până la 1 aprilie 1851.

## Demografie
Până în anul 1948 a fost, alături de Bradu, Cașolț și Racovița, unul din puținele sate din plasa Sibiu cu majoritate greco-catolică.
La recensământul din 1930 au fost înregistrați 1.408 locuitori, dintre care 1.322 români, 64 țigani, 11 maghiari ș.a. Sub aspect confesional populația era alcătuită din 1.348 greco-catolici, 40 ortodocși, 11 romano-catolici ș.a.

## Obiectiv memorial
Monumentul Eroilor Români din Primul și Al Doilea Război Mondial. Troița este amplasată în centrul satului Veștem. Aceasta este dedicată memoriei eroilor români din cele Două Războaie Mondiale. Monumentul realizat din lemn, beton și marmură, având o înălțime de 5,5 m, este rodul inițiativei locotenent-colonelului Munteanu Alexandru, sprijinit de intelectualii și tinerii din Veștem. Pe fațada Troiței se află un înscris comemorativ: „Laudă și mulțumire lui Dumnezeu, Recunoștință și omagiu eroilor ce și-au jertfit viața pentru întregirea și apărarea hotarelor României“. Mai jos sunt înscrise numele a 14 eroi căzuți între 1914-1918 și a 10 eroi dispăruți în aceeași perioadă. Alături sunt înscrise numele a 6 eroi căzuți și 6 eroi dispăruți între 1941-1944.

## Personalități
- Aurel Moga (medic) (1903-1977), medic cardiolog, ministru al sănătății, membru titular al Academiei Române.
- Anton Moisin (1944 - 2022), istoric, preot și pedagog.

## Galerie imagini

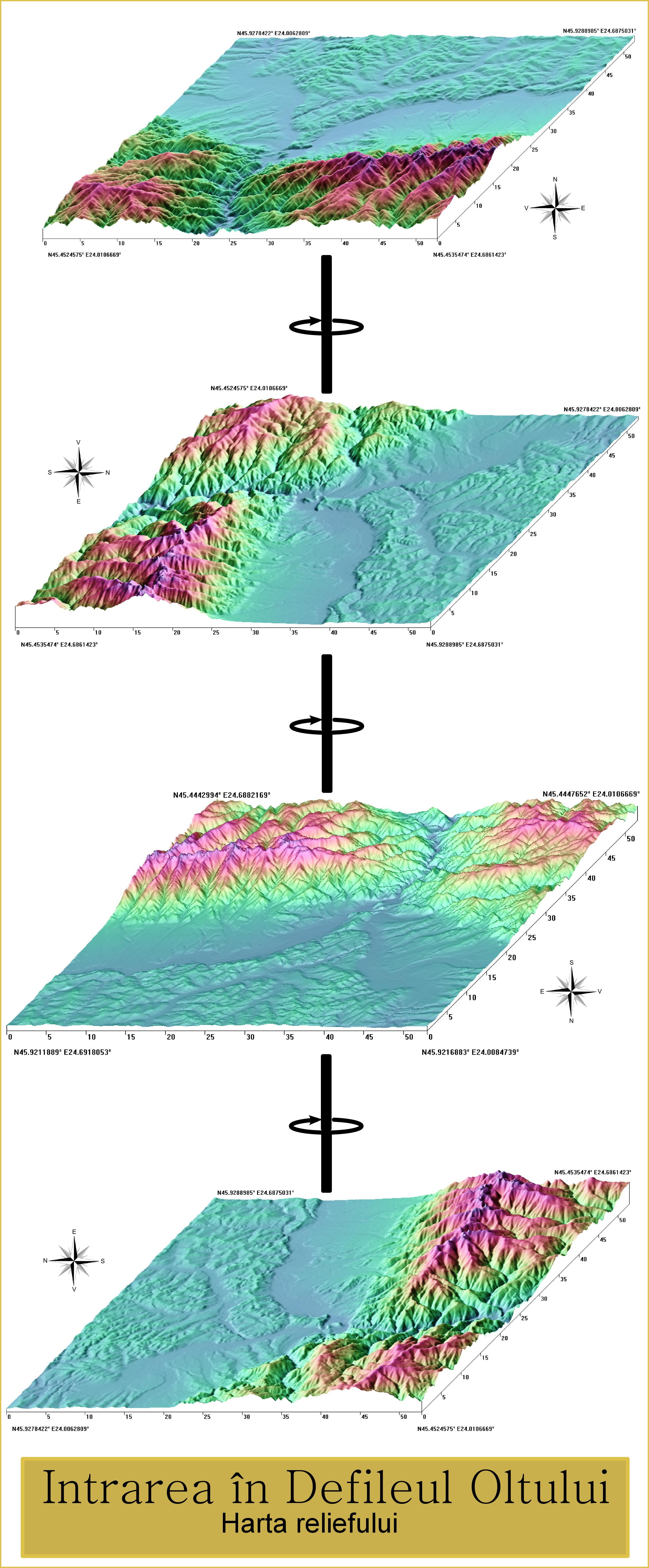
Harta topografică la intrarea Oltului în defileu
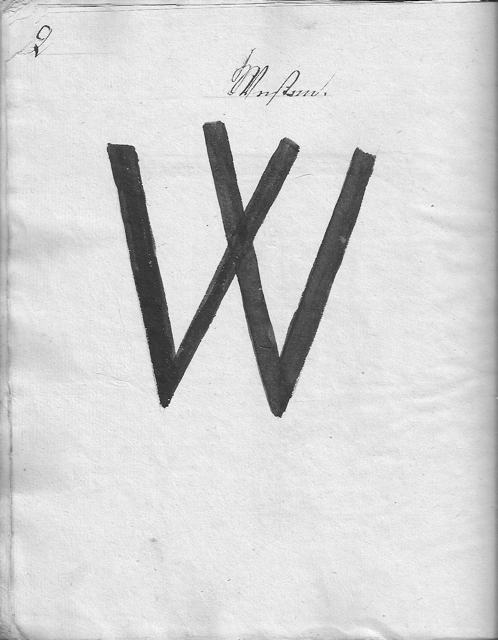
1826 - Danga pentru vitele din Veştem
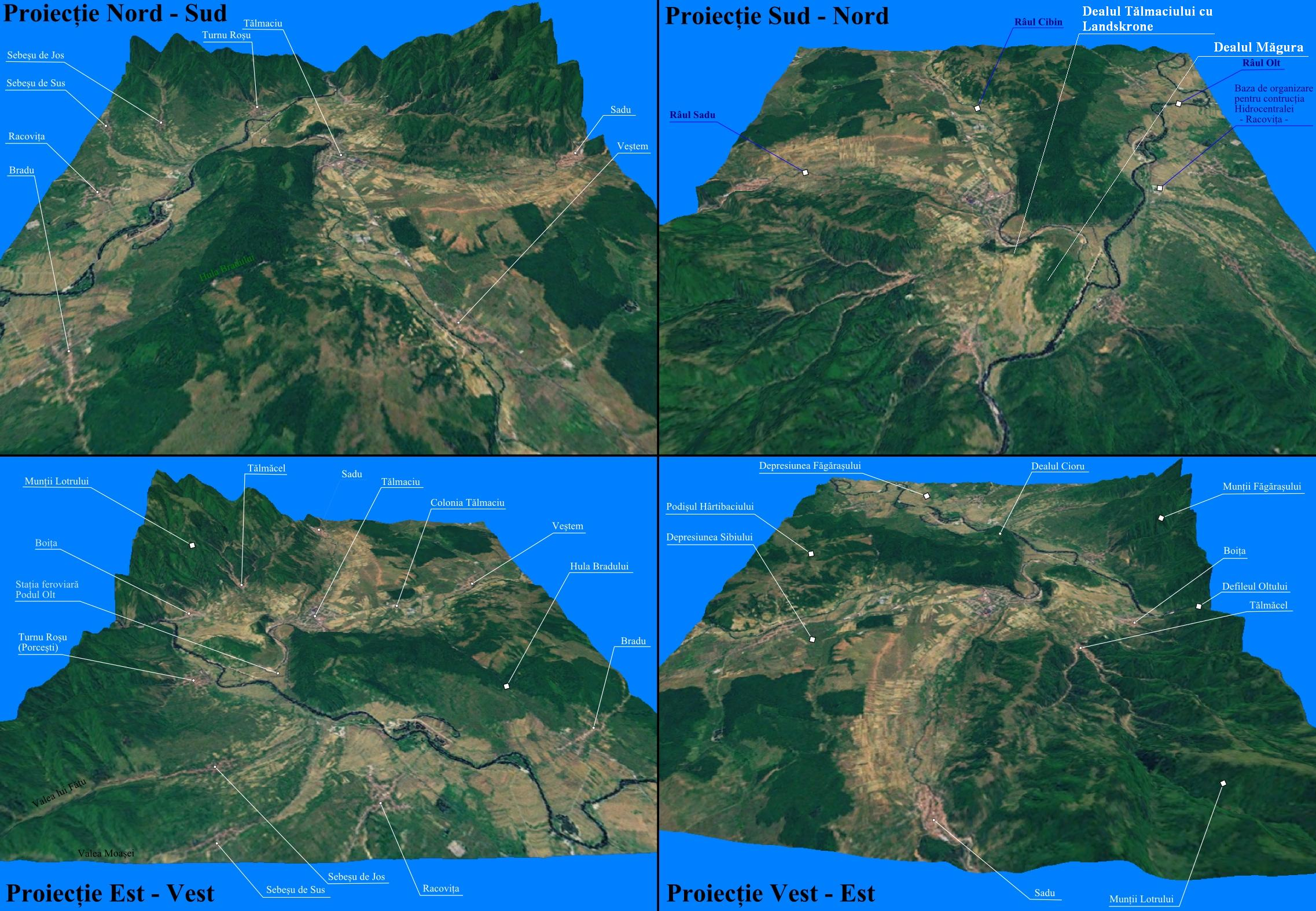
Prelucrare 3D